# وقار بیگ‌بالایف
وقار بیگ‌بالایف (ترکی آذربایجانی: Vüqar Bəybalayev؛ زادهٔ ۵ اوت ۱۹۹۳) بازیکن فوتبال اهل جمهوری آذربایجان است.
از باشگاه‌هایی که در آن بازی کرده‌است می‌توان به باشگاه فوتبال باکو اشاره کرد.